# Iver Rosenkrantz-Levetzau
 Der er flere personer med dette navn, se Iver Rosenkrantz.
Iver Rosenkrantz-Levetzau (ved dåben Iver Rosenkrantz) (født 17. juni 1749 på Rosenholm, død 27. maj 1787 sammesteds) var en dansk storgodsejer og embedsmand. 

## Embedskarriere
Han var søn af gehejmestatsminister Frederik Christian Rosenkrantz til Rosenholm og Dorte Reedtz til Barritskov. Han blev døbt 22. juni 1749 i Hornslet Kirke, hvor han fik navnet Iver efter farfaren Iver Rosenkrantz. Da hans forfædre i mange generationer bagud havde været højt placerede i dansk politik og administration, var det naturligt at han fulgte i deres spor. Hans tjeneste ved hoffet begyndte 1761 som kammerjunker. 1768 blev han sekretær ved Danske Kancelli. 1774 blev han kammerherre, 1776 assessor i Højesteret, 1783 Ridder af Dannebrog ("hvid ridder") og direktør i Det Forenede Handelskompagni. Han var således godt på vej til at få en flot karriere, da han døde blot 37 år gammel i 1787.

## Godsejer
Den tidlige død ødelagde også de udsigter, han havde til at blive en af Danmarks største godsejere. I 1775 arvede efter sin tante, grevinde Sophie Hedevig Levetzau, det nordjyske kæmpegods Stamhuset Restrup (med centrum i Store Restrup). I forbindelse med denne arv antog han ved patent af 7. december 1775 navnet Rosenkrantz-Levetzau og ændrede sit våben til en kombination af de to slægters våbner. Med stamhuset kom han også i besiddelse af det ene Amalienborg-palæ – Levetzaus Palæ. Fra sin fader havde han udsigt til arve Stamhuset Rosenholm, samt herregårdene Egholm, Ryegaard, Trudsholm og Krabbesholm i Hornsherred. Fra sin moder gården Barritskov ved Horsens.
Han ejede desuden Albæk (fra 1756), Nørlund (fra 1778), Torstedlund (fra 1779) og Åstrup (1779-1786). 

## Ægteskaber
Iver Rosenkrantz-Levetzau var gift to gange: Første gang 5. maj 1779 i Christiansborg Slotskirke med Juliane Sophie komtesse Wedell (14. september 1762 på Fredensborg Slot - 16. april 1782 i København), datter af den tragisk forgældede grev Hannibal Wedell og hustru Catharine Sophie Wilhelmine komtesse Moltke. Hun døde i barselsseng. Anden gang 3. juni 1786 med Sophie Margrethe Birgitte Moltke (5. oktober 1770 i København - 21. januar 1792 i København), datter af Anton Heinrich Moltke og Marie Elisabeth baronesse Rosenkrantz. Hun blev heller ikke gammel.
Han er begravet i Hornslet Kirke. Hans første hustru blev begravet fra Holmens Kirke.